# Campeonato Pernambucano de Futebol Sub-20 de 2016
O Campeonato Pernambucano de Futebol Sub-20 de 2016, foi a 82ª edição do torneiro realizado no estado de Pernambuco e organizado pela Federação Pernambucana de Futebol. Com inicio em 2 de julho  e com termino no o dia 23 de outubro de 2016, a competição contou com a participação de jogadores nascidos a partir do ano de 1996. A competição só se limitava a elenco Sub-20, com inscrição semi-restrita para jogadores acima dos 20 anos.
Teve como campeã a equipe sub-20 do clube Sport Recife que conquistou seu 31º título sub-20 da história, se consagrando ainda mais como maior campeão da competição e teve como equipe vice-campeã, o Santa Cruz.

## Formato e Regulamento

### Formato
A competição foi realizada nos dias 2 de julho à 23 de outubro de 2016 e contou com 04 (quatro) fases, duas classificatórias regida pelo sistema de pontos ganhos e duas eliminatórias em jogos de "ida" e "volta" de acordo com o Regulamento Especifico da Competição - ('REC). Na Primeira Fase – Classificatória, foi formada por 04 (quatro) grupos (“A”, “B”, “C” e “D”), cada um composto por 03 (três) clubes/associações. Os clubes/associações jogarão entre si em jogos de ida e volta, classificando-se os 02 (dois) primeiros clubes/associações que obtiverem a maior pontuação em seu respectivo grupo.
Na Segunda Fase – Quadrangular, foi formada por 02 (dois) grupos (“E” e “F”), cada um composto por 04 (quatro) clubes/associações que jogarão entre si em jogos de ida e volta, classificando-se os 02 (dois) primeiros clubes/associações que obtiverem a maior pontuação em seu respectivo grupo. Na terceira e quarta fase, são as fases finas em que, os 04 (quatro) clubes/associações que classificaram-se na fase anterior, jogarão entre si em jogos de ida e volta até a final. Os 02 (dois) clubes/associações que chegarem a final, jogarão entre si em jogos de ida e volta, tornando-se CAMPEÃO o clube/associação que sair vitoriosa nos confrontos.

### Regulamento
A  82ª edição do Pernambucano Sub-20, foi jogado por atletas nascidos a partir dos anos de 1996, de acordo com o regulamento da competição. O Campeonato foi restrito à categoria Sub-20, permitindo a inscrição de atletas com registro de profissionais desde que respeitado o limite de idade restrita à categoria Sub-20. Todos os jogadores deverão ter seus nomes publicados no  Boletim Informativo Diário - (BID).

## Critérios de Desempate
Em caso de empate em pontos ganhos entre dois ou mais clubes ao final da Primeira e Segunda Fase, no grupo, o desempate para efeito de classificação será definido observando-se os critérios abaixo, aplicados à fase:
1. Maior número de vitórias;
2. Maior saldo de gols;
3. Maior número de gols pró;
4. Menor número de cartões vermelhos recebidos;
5. Menor número de cartões amarelos recebidos;
6. Sorteio.

Em caso de empate na partida de cada grupo, na Terceira e Quarta Fase, o desempate para indicar o vencedor será observando-se o critério abaixo:
1. Cobrança de pênaltis, de acordo com os critérios adotados pela International Board;
2. A disputa de pênaltis, quando aplicável, deverá ser iniciada até 10 minutos após o término da partida.

## Equipes Participantes
| Equipe                                                | Cidade                 | Em 2015 | Estádio (Mando)              | Títulos (Último) | Part. |
| ----------------------------------------------------- | ---------------------- | ------- | ---------------------------- | ---------------- | ----- |
| América Futebol Clube                                 | Paulista               | 2°      | Ademir Cunha                 | 1 (em 1931)      | 3     |
| Clube Atlético Pernambucano                           | Carpina                | —       | Paulo Petribu                | 0 (não possui)   | —     |
| Belo Jardim Futebol Clube                             | Belo Jardim            | —       | Antônio Inácio               | 0 (não possui)   | —     |
| Central Sport Club                                    | Caruaru                | —       | Estádio Luiz José de Lacerda | 1 (em 1983)      | 3     |
| Clube Náutico Capibaribe                              | Recife                 | —       | Estádio dos Aflitos          | 17 (em 2013)     | 20    |
| Pesqueira Futebol Clube                               | Pesqueira              | —       | Joaquim de Brito             | 0 (não possui)   | —     |
| Clube Atlético do Porto                               | Caruaru                | —       | Vera Cruz                    | 3 (em 2014)      | 6     |
| Salgueiro Atlético Clube                              | Salgueiro              | —       | Cornélio de Barros           | 0 (não possui)   | —     |
| Santa Cruz Futebol Clube                              | Recife                 | —       | Arruda                       | 28 (em 2003)     | 32    |
| Sport Club do Recife                                  | Recife                 | 1°      | Ilha do Retiro               | 30 (em 2015)     | 35    |
| Associação Acadêmica e Desportiva Vitória das Tabocas | Vitória de Santo Antão | —       | Vera Cruz                    | 0 (não possui)   | —     |

## Fase Final
|  | Semifinais De 24 de setembro à 8 de outubro | Semifinais De 24 de setembro à 8 de outubro | Semifinais De 24 de setembro à 8 de outubro | Semifinais De 24 de setembro à 8 de outubro |   |            | Final De 16 à 23 de outubro | Final De 16 à 23 de outubro | Final De 16 à 23 de outubro | Final De 16 à 23 de outubro |
|  |                                             |                                             |                                             |                                             |   |            |                             |                             |                             |                             |
|  | Porto-PE                                    | 1                                           | 0                                           | 1                                           |   |            |                             |                             |                             |                             |
|  | Santa Cruz                                  | 2                                           | 0                                           | 2                                           |   |            |                             |                             |                             |                             |
|  | Santa Cruz                                  | 2                                           | 0                                           | 2                                           |   | Santa Cruz | 1                           | 0                           | 1                           |                             |
|  |                                             |                                             |                                             |                                             |   | Santa Cruz | 1                           | 0                           | 1                           |                             |
|  |                                             | Sport                                       | 0                                           | 2                                           | 2 |            |                             |                             |                             |                             |
|  | Central                                     | Sport                                       | 0                                           | 2                                           | 2 | 0          | 0                           | 0                           |                             |                             |
|  | Central                                     |                                             |                                             |                                             |   | 0          | 0                           | 0                           |                             |                             |
|  | Sport                                       | 1                                           | 0                                           | 0                                           |   |            |                             |                             |                             |                             |

## Premiação
| Campeonato Pernambucano de Futebol Sub-20 de 2016 |
| ------------------------------------------------- |
| Sport Campeão (31º título)                        |

| Vice Campeão: | Terceiro Colocado: | Quarto Colocado: | Artilheiro: |
| ------------- | ------------------ | ---------------- | ----------- |
| Santa Cruz    | Central            | Porto-PE         | ?           |

## Classificação final
Classificação geral da competição, leva em conta a somatória de pontos e posição final alcançada.